# 中央区 (斐济)
中央区（Central Division）是斐济四个区之一，包含5个省：纳莫西省、奈塔西里省、雷瓦省、塞鲁阿省、泰莱武省。
该大区行政中心为苏瓦，也是斐济首都所在地。中央大区包含斐济最大岛屿维提岛东部以及外围小岛。该区西邻西部大区，与东部大区隔海相望。
18°00′S 178°20′E / 18.000°S 178.333°E
1. ↑  . statsfiji.gov.fj.   [7 Nov 2021]. （原始内容存档于2020-10-20）.
2. ↑  . statsfiji.gov.fj.   [7 Nov 2021]. （原始内容存档于2021-11-24）.